# Onderscheiding voor Trouwe Dienst (Pruisen)
Het Kruis voor Trouwe Dienst is een onderscheiding die in de 19e eeuw in tal van landen werd ingesteld. Ook in Nederland (het Onderscheidingsteken voor Langdurige Dienst als officier) en in Pruisen vinden we een dergelijke onderscheiding. De Duitsers noemen het een "Dienstauszeichnung". Het Kruis voor Trouwe Dienst werd in het Koninkrijk Pruisen in 1825 ingesteld.
Manschappen en onderofficieren konden na 9, 15 en 25 jaar een "schnalle" tegemoet zien. Deze gesp werd op een stukje blauw lint met een zwarte, gele of witte bies op de linkerborst gedragen. De gespen waren afhankelijk van de diensttijd van ijzer, van zilver of van goud.
Officieren en legerartsen droegen na 1825 een gouden kruis voor 25 jaar diensttijd. Ook dit kruis werd aan een blauw lint gedragen. Het draagt in het centrale medaillon op de voorzijde de gekroonde koninklijke initialen van de stichter "F. W. III." en op de keerzijde het getal "XXV".  
Op 4 juli 1868 kreeg ook de Landwehr, het reserveleger, een onderscheiding, de Landwehrdienstauszeichnung, voor trouwe dienst dat in de vorm van een zilveren kruis aan officieren en legerartsen die aan dit onderdeel verbonden waren werd toegekend na 20 jaar dienst. De IIe Klasse van de Landwehrdienstauszeichnung was een geborduurd rechthoekig blauw lintje met het gekroonde monogram "F. W. III." in een ijzeren gesp. Deze IIe Klasse werd verleend an onderofficieren en soldaten die hun dienstplicht hadden vervuld en ook aan officieren, onderofficieren en manschappen die een veldtocht hadden meegemaakt of onder bijzondere omstandigheden drie maanden achtereen gemobiliseerd waren geweest.  